# Refael Reuven Grozovsky
Refael Reuven Grozovsky, né le 8 décembre 1886 à Minsk en Biélorussie et mort le 20 mars 1958 à Brooklyn, New York, États-Unis, est un rabbin orthodoxe américain originaire de Biélorussie, Rosh Yeshiva de la Yechiva Torah Vodaas à Brooklyn.

## Biographie
Refael Reuven Grozovsky est  né le 8 décembre 1886 à Minsk en Biélorussie,.
Il est le fils du rabbin Shimshon Grozovsky et de Rochel Leah Yurkansky, née en 1851 à Minsk en Biélorussie et morte le 20 décembre 1925 en Palestine mandataire.
Son père, le rabbin Shimshon Grozovsky est l'Av Beth Din de Minsk.
Refael Reuven-Grozovsky fait partie d'une fratrie de 9 enfants, dont: Beila Tsipora Halperin, Chana Berman, Sara Stopler, Dina Dninsky, Shmuel Avraham Grozovsky  et  Rivka Kahanov, née à Minsk en Biélorussie et morte à Minsk en Biélorussie.

### Études
Refael Reuven-Grozovsky étudie à la Yechiva de Slabodka (Yechiva Knesses Yisrael) et avec les rabbins Moshe Mordechai Epstein et Nosson Tzvi Finkel.
Il épouse  en 1919 Chaya Sara Leibowitz. Elle est la fille du rabbin Boruch Ber Leibowitz (connu comme le Birkas Shmuel), né en novembre 1863 à Slutsk, Biélorussie et mort le 17 novembre 1939 à Vilnius, Lituanie et de Feige Zimmerman.
Après son mariage, Refael Reuven-Grozovsky s'installe dans la banlieue de Vilnius à Lukishuk. Il s'installe ensuite chez son beau-père, à Kaminetz. Il devient le doyen de la Yechiva de Kaminetz.

### Seconde Guerre mondiale
Au début de la Seconde Guerre mondiale, Refael Reuven-Grozovsk réussit à s'échapper d'Europe avec un groupe de ses élèves et parvient à arriver aux États-Unis par la Californie.
Il s'établit à New York. Il s'associe avec les rabbins Aharon Kotler et Avraham Kalmanowitz dans le Vaad Hatzalah, dans le but de sauver les juifs de la Shoah. Ils parviennen6t à faire venir 110 membres de la communauté de Kaminetz aux États-Unis.

### Famille
Refael Reuven Grozovsky et Chaya Sara Grozovsky ont 5 enfants dont: le rabbin Shimshon Grozovsky (né le 5 novembre 1921 à Vilnius, en Lituanie et mort le 4 novembre 2019), le rabbin Chaim Grozovsky (né le 26 février 1920 et mort le 22 octobre 1999) et  Esther Grozovsky (épouse  Ungarisher) (enterrée à Jérusalem en Israël).

## Œuvres
- (he) Chiddushe Rabbi Reuven Grozovsky sur le Talmud חידושי רבי ראובן גראזאווסקי

## Élèves notables
- Yaakov Kamenetsky[14]
- Aharon Kotler[14]